# 雪地扭连钱
雪地扭连钱（学名：Phyllophyton nivale）为唇形科扭连钱属下的一个种。

## 扩展阅读
- 維基物種上的相關：雪地扭连钱